# John Valladares
John Cristofer Valladares Contreras (24 de marzo de 1980, San Javier de Loncomilla, Región del Maule) es un exfutbolista chileno.

## Trayectoria
Comenzó su carrera en la Universidad de Chile en la temporada 2000 donde se consagró campeón tanto del torneo regular y como de la Copa Chile con el equipo universitario. Durante 2001 participó en copas internacionales y continuó en el club hasta el 2003 cuando fue transferido a Deportes La Serena, que en ese tiempo se encontraba en la Primera B y logró el ascenso a primera división.
En 2004, tras ascender con Deportes La Serena, ficha por Unión San Felipe donde su máximo logro fue clasificar a los play-off del apertura y clausura de ese año. Terminado la temporada, ficha por Audax Italiano donde también solo juega por un año.
En 2006 recala en Deportes Melipilla, club que en ese entonces militaba en la segunda división y logra su segundo ascenso ganando el torneo de ese año con notables actuaciones. Durante el 2007 en primera división continuó con buenas actuaciones en los potros. Permaneció en la titularidad del equipo hasta mediados del 2008, donde con la llegada del técnico Ricardo Dabrowski, fue desechado del equipo por no estar en los planes. Como a su contrato aún le quedaban dos años es enviado a préstamo a San Luis de Quillota.
Finaliza el 2008 jugando 19 partidos por San Luis de Quillota y anotando 2 goles. También finalizado el año llama la atención del técnico Jorge Aravena, quien lo lleva a Santiago Wanderers para afrontar la segunda división y la Copa Chile ahí durante el 2009. El 1 de diciembre de 2008 es presentado junto a otros refuerzos en la sede del club. En Santiago Wanderers con buen rendimiento logró ganar la titularidad en la defensa logrando el ascenso a la Primera División. Una semana después de haber logrado el ascenso con el equipo caturro no se le renueva su contrato y parte del equipo caturro pese a ser uno de los hombres claves en la defensa.
A mediados de diciembre de 2009 se confirma su regreso a San Luis de Quillota equipo que ascendió junto con Santiago Wanderers a la Primera División de Chile.
En su estancia después del retiro, fue entrenador de fútbol colegial en San Javier, en el Colegio Sagrados Corazones donde ganó comunales y llevó a jugadores a Universidad de Chile.

## Clubes

### Como jugador
| Club                 | País  | Años      |
| -------------------- | ----- | --------- |
| Universidad de Chile | Chile | 2000-2002 |
| Deportes La Serena   | Chile | 2003      |
| Unión San Felipe     | Chile | 2004      |
| Audax Italiano       | Chile | 2005      |
| Deportes Melipilla   | Chile | 2006-2008 |
| San Luis de Quillota | Chile | 2008      |
| Santiago Wanderers   | Chile | 2009      |
| San Luis de Quillota | Chile | 2010-2011 |
| Coquimbo Unido       | Chile | 2012      |

### Como entrenador
| Club               | País  | Años   |
| ------------------ | ----- | ------ |
| Santiago Wanderers | Chile | 2022 . |

## Palmarés

### Títulos nacionales
| Título           | Club                 | País  | Año  |
| ---------------- | -------------------- | ----- | ---- |
| Primera División | Universidad de Chile | Chile | 2000 |
| Copa Chile       | Universidad de Chile | Chile | 2000 |
| Primera B        | Deportes Melipilla   | Chile | 2006 |